# Phobaeticus kirbyi
Phobaeticus kirbyi — вид комах з родини Phasmatidae. Ендемік острова Калімантан.
Його вважали рекордсменом серед комах за довжиною тіла — 32,8 см, а довжина з витягнутими кінцівками — 54,6 см. Прорте у 2008 році відкрили ще довшу комаху — Phobaeticus chani.